# Rhodanèse
La rhodanèse, également appelée rhodanase et thiosulfate sulfurtransférase (TST), est une transférase qui catalyse la réaction :
S2O32− + CN−  {\displaystyle \rightleftharpoons }  SO32− + SCN−.
Cette enzyme mitochondriale intervient dans la détoxication du cyanure. La réaction se produit en deux étapes, représentées sur le schéma ci-dessous :
- le thiosulfate S2O32− réagit avec le groupe thiol du résidu Cys-247 (1) pour former un disulfure (2) en libérant un ion sulfite SO32− ;
- le disulfure –S–SH réagit avec le cyanure CN− pour former le thiocyanate SCN− en redonnant le thiol –SH initial.

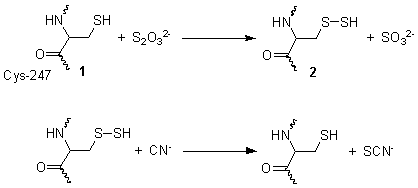
Mécanisme réactionnel de la rhodanèse.